# Фёдоровка (Нивнянское сельское поселение)
Фёдоровка — деревня в Суражском районе Брянской области в составе Нивнянского сельского поселения.

## География
Находится в северо-западной части Брянской области на расстоянии приблизительно 23 км на север-северо-восток по прямой от районного центра города Сураж.

## История
Возникла в первой половине XIX века как хутор. В 1859 году здесь (хутор Суражского уезда Черниговской губернии) учтено было 13 дворов, в 1892 (уже в Мглинском уезде)—36.

## Население
Численность населения: 93 человека (1859 год), 281 (1892), 44 человека (русские 100 %) в 2002 году, 25 в 2010.